# كريغ تشارلز
كريغ جوزيف تشارلز (بالإنجليزية: Craig Charles)‏ (11 يوليو 1964-حتى الآن) هو ممثل، شاعر، مؤلف، كوميدي ومقدم برامج بريطاني، مشهور لدوره في مسلسل الخيال العلمي البريطاني ريد دوارف.

## وصلات خارجية
- كريغ تشارلز على موقع IMDb (الإنجليزية)
- كريغ تشارلز على موقع ألو سيني (الفرنسية)
- كريغ تشارلز على موقع ميوزك برينز (الإنجليزية)
- كريغ تشارلز على موقع أول موفي (الإنجليزية)
- كريغ تشارلز على موقع إن إن دي بي (الإنجليزية)
- كريغ تشارلز على موقع ديسكوغز (الإنجليزية)
- كريغ تشارلز على موقع قاعدة بيانات الفيلم (الإنجليزية)
- كريغ تشارلز على موقع كينوبويسك (الروسية)